# Stepancminda

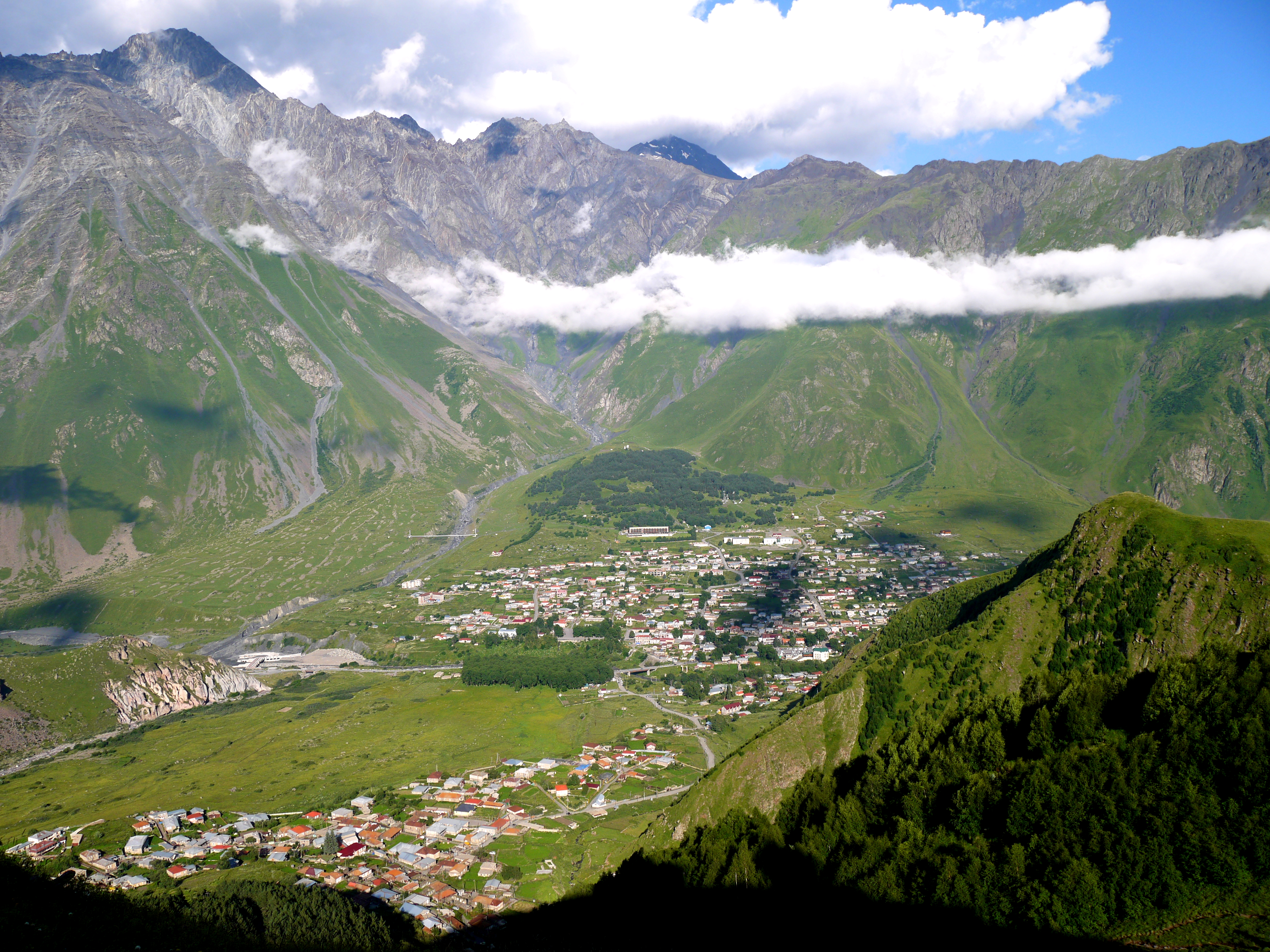
Stepancminda widziana od strony klasztoru Cminda Sameba

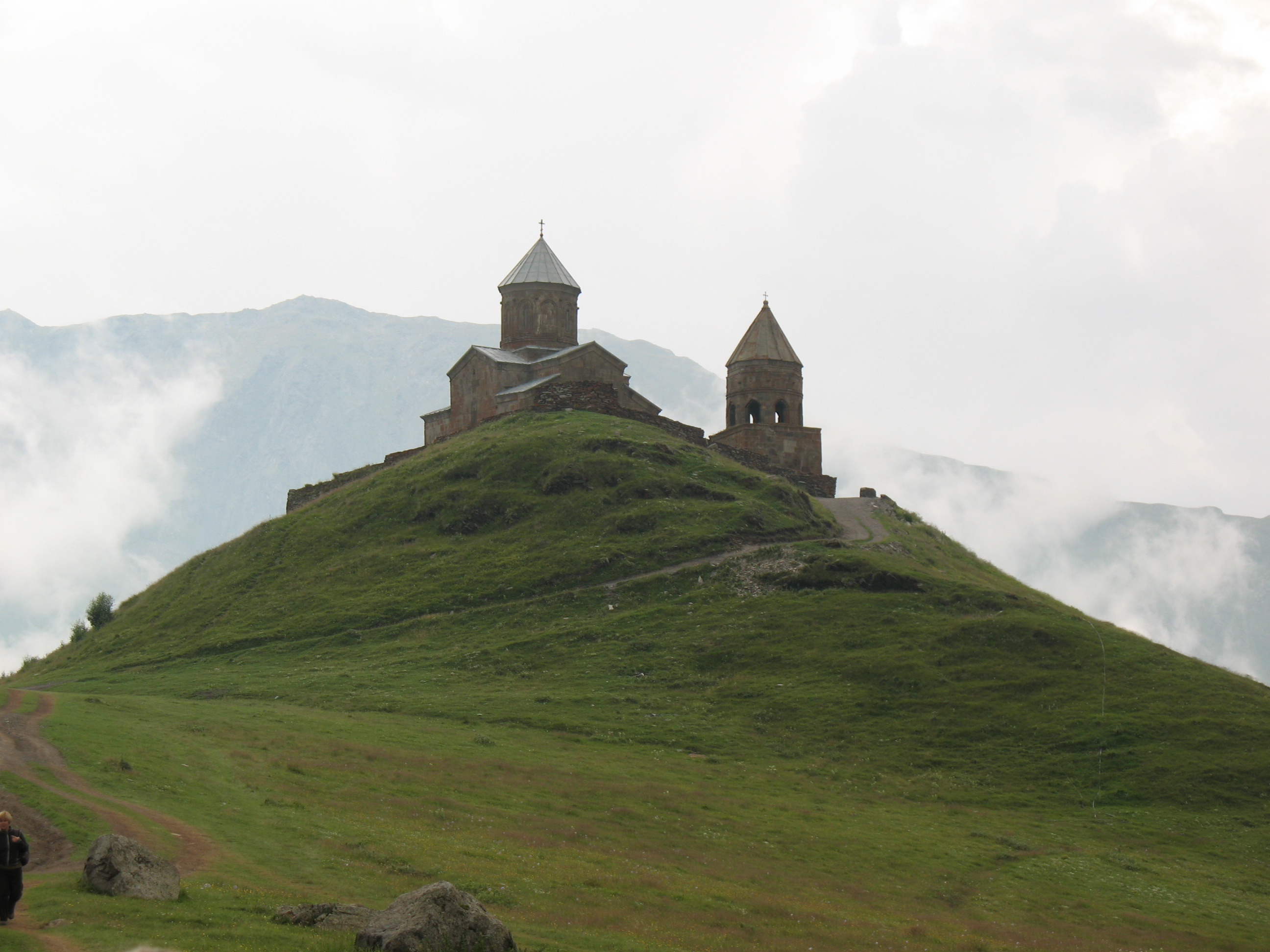
Klasztor Cminda Sameba w pobliżu Stepancmindy

Stepancminda (gruz. სტეფანწმინდა, daw. Kazbegi gruz. ყაზბეგი) – osiedle typu miejskiego w północno-wschodniej Gruzji, w regionie Mccheta-Mtianetia. Położone jest na wysokości 1750 m n.p.m., u stóp lodowca, nad rzeką Terek. Zamieszkane przez ok. 1326 mieszkańców (2014).
Nazwa miasta pochodzi od św. Szczepana, nadana została na cześć mnicha Gruzińskiego Kościoła Prawosławnego o tym samym imieniu, który zbudował tu erem służący do poboru opłat za przejazd prowadzącym przez góry szlakiem (późniejsza Gruzińska Droga Wojenna). Nazwa Kazbegi została zmieniona podczas okupacji sowieckiej w 1925 r. Miała upamiętnić lokalnego przywódcę Gabriela Kazbegiego, który po przyjęciu protektoratu Imperium Rosyjskiego nad Gruzją pomógł stłumić antyrosyjską rewolucję. W 2006 r. powrócono do pierwotnej nazwy miasta.

## Turystyka
W Stepancmindzie znajduje się muzeum poświęcone pochodzącemu stąd gruzińskiemu pisarzowi, Aleksandrowi Kazbegiemu, wnukowi Gabriela. W pobliżu miasta położony jest klasztor Cminda Sameba. Rozpoczyna się stąd również wspinaczkę na Kazbek i wyprawy do Wąwozu Darialskiego.

## Przejście graniczne
Około 12 km na północ od miasta położony jest gruziński posterunek na granicy z Rosją. Przejście graniczne jest czynne ponownie od 1 marca 2010 r. Godziny otwarcia przejścia od listopada do lutego w godzinach 7.00-19.00, a od marca do października w godzinach 6.00-22.00. Po przekroczeniu gruzińskiego punktu granicznego droga prowadzi przez tunel, na którego końcu znajduje się rosyjski posterunek. Przejście jest wyłącznie samochodowe, nie ma możliwości przekroczenia granicy pieszo.